# Michael Antoni
Michael Antoni (* 8. Dezember 1947 in Fulda) ist ein deutscher Jurist und Beamter. Er war von 2002 bis 2004 Staatssekretär im Sächsischen Innenministerium.

## Leben
Antoni legte 1967 am Humanistischen Friedrichsgymnasium in Kassel das Abitur ab. Danach erhielt er bis 1970 bei der Bundeswehr in Plön, München und Hannover eine 3-jährige Ausbildung zum Berufsoffizier. Zwischen 1970 und 1978 studierte Antoni an der Philipps-Universität Marburg Rechtswissenschaft, Soziologie und Politik sowie die Nebenfächer Volkswirtschaft, Pädagogik, Psychologie und Neuere Geschichte. Vor dem Justizprüfungsamt Hessen legte er 1975 die Erste Juristische Staatsprüfung ab. 1978 erhielt er in Marburg das Diplom als Soziologe und absolvierte vor dem Justizprüfungsamt Niedersachsen die Zweite Juristische Staatsprüfung. Es folgte von 1978 bis 1981 eine Tätigkeit als wissenschaftlicher Assistent an der Rechts- und Wirtschaftswissenschaftlichen Fakultät der Universität Bayreuth. Anschließend war Antoni bis 1990 als Referent und bis 1992 als Referatsleiter im Ressort Vertriebene, Aussiedler, Übersiedler und   Häftlingshilferecht beim Bundesministerium des Innern tätig.
Antoni promovierte 1984 sowohl am Fachbereich Rechtswissenschaft der Freien  Universität Berlin zum Dr. iur. als auch am Fachbereich Gesellschaftswissenschaften der Philipps-Universität Marburg im Fach Politik zum Dr. phil. Im Jahre 1992 wurde er im Sächsischen Staatsministerium des Innern zum Abteilungsleiter für Eingliederungs- und Ausländerangelegenheiten, Archivwesen und Verfassungsschutz berufen, ein Jahr später übernahm er dort die Leitung der Abteilung Allgemeine Verwaltung. Zwischen 1997 und 1998 war Antoni für ein halbes Jahr zum Bundesministerium des Innern als ständiger Vertreter und Leiter des Arbeitsstabes des Beauftragten für Flüchtlingsrückkehr und rückkehrbegleitenden Wiederaufbau in Bosnien und Herzegowina   abgeordnet. Anschließend übernahm er nach der Verabschiedung von Stephan Altensleben für ein Vierteljahr kommissarisch das Amt des Regierungspräsidenten in Chemnitz. Danach kehrte Antoni auf seine Stelle als Abteilungsleiter beim Sächsischen Staatsministerium des Innern zurück und übernahm 2002 die Leitung der Abteilung Rechtsangelegenheiten, Schlösser und Gärten, Staatliche Betriebe und   Beteiligungen, Sparkassenaufsicht, Kontrolle EU-Fonds beim Sächsischen Staatsministerium für Finanzen.
Am 15. Juli 2002 wurde Antoni als Nachfolger von Hartmut Ulbricht zum Staatssekretär und Amtschef im Sächsischen Innenministerium ernannt. Am 19. November 2004 erfolgte seine Versetzung in den einstweiligen Ruhestand, zehn Tage danach ernannte Ministerpräsident Georg Milbradt Jürgen Staupe zu Antonis Nachfolger. Antoni ist seit 2008 als Abteilungsleiter Staatsvermögen beim Sächsischen Staatsministerium der Finanzen tätig.
Antoni war von 1994 bis 1997 war Vorsitzender des Prüfungsausschusses und des Kuratoriums der Sächsischen Verwaltungs- und Wirtschafts-Akademie. Zwischen 1997 und 2004 stand er der Sächsischen Verwaltungs- und Wirtschafts-Akademie als Präsident vor, sein Nachfolger wurde Klaus Hardraht.
Antoni ist verheiratet und hat drei Kinder.